# Alue On
Alue On is een bestuurslaag in het regentschap Aceh Barat van de provincie Atjeh, Indonesië. Alue On telt 254 inwoners (volkstelling 2010).